# Jenő Németh
Jenő Németh (* 1902 in Budapest; † unbekannt) war ein ungarischer Ringer. Er wurde 1925 Europameister im griechisch-römischen Stil im Federgewicht.

## Werdegang
Jenő Németh begann nach dem Ersten Weltkrieg in Budapest mit dem Ringen. Er wurde dazu Mitglied des Sportclubs Munkás Testedző Egylet (MTE) Budapest. Er rang nur im griechisch-römischen Stil. Im Januar 1922 erschien er erstmals in der Siegerliste eines wichtigen internationalen Turnieres, als er im Federgewicht hinter seinem Landsmann Istvan Feher den 2. Platz belegte.
1923 wurde er erstmals ungarischer Meister im Federgewicht vor Jozsef Polgari u. G. Skerlecz. Beim stark besetzten Messe-Championat von Wien im Jahre 1923 kam er im Federgewicht hinter Istvan Feher, Franz Reitmeier, Deutschland und Jozsef Incze, Ungarn auf den 4. Platz.
1924 wurde er in Berlin Sieger bei einem gut besetzten internationalen Turnier vor Aage Meier aus Dänemark und Karl Andersson aus Schweden. Bei der ungarischen Meisterschaft dieses Jahres belegte er im Federgewicht hinter Ödön Radvány, aber vor Istvan Feher den 2. Platz und qualifizierte sich damit für die Teilnahme bei den Olympischen Spielen in Paris. Er startete dort im Federgewicht, schied aber nach Niederlagen gegen Fritjof Svensson aus Schweden und Osvald Käpp aus Estland schon nach der 2. Runde aus und kam nur auf den 18. Platz.
Im Mai 1925 besiegte Jenö Nemeth in Budapest in einem Länderkampf Ungarn gegen Österreich den österreichischen Meister Karl Mezulian zweimal nach Punkten. Im gleichen Jahr wurde er auch wieder ungarischer Meister vor Istvan Feher und Ladislaus Molnar. Seinen größten Erfolg in seiner Ringerlaufbahn feierte er dann bei der Europameisterschaft 1925 in Mailand. Er besiegte dort im Federgewicht René Rottenfluc aus Frankreich, Gerolamo Quaglia aus Italien und die beiden Deutschen Artur Zirkel und Ernst Steinig und wurde Europameister.
Danach wechselte er wegen Gewichtsschwierigkeiten in das Leichtgewicht. In dieser Gewichtsklasse war jedoch in Ungarn zu seiner Zeit mit Lajos Keresztes und Mihály Matura die Konkurrenz sehr groß, so dass er sich dort für keine weiteren internationalen Meisterschaften mehr qualifizieren konnte. 1926 belegte er bei einem internationalen Turnier in Budapest im Leichtgewicht hinter seinem Landsmann Fekete und Ludwig Sesta aus Österreich den 3. Platz und bei einem weiteren internationalen Turnier in Kaschau hinter Ludwig Sesta den 2. Platz.
1928 stand er in einer ungarischen Auswahl, die in Istanbul einen Länderkampf gegen die Türkei im griechisch-römischen Stil austrug. Im Leichtgewicht kam er dabei zu einem Schultersieg über Ahmed.
1929 ging Jenő Németh nach Deutschland und rang mehrere Jahre lang beim AC Köln-Mülheim 1892. Noch im gleichen Jahr startete er bei der deutschen Meisterschaft im Leichtgewicht und belegte hinter Alfred Kornmeier aus Göppingen den 2. Platz. 1930 besiegte er in einem nationalen Ländervergleichskampf Rheinland gegen Mittelrhein den deutschen Federgewichtsmeister von 1928 Heinrich Zehmer aus Bad Kreuznach nach Punkten.
1931 besiegte er in den Kämpfen um die deutsche Mannschafts-Meisterschaft den deutschen Leichtgewichtsmeister von 1930 Fritz Scharfe vom AC Hörde 04 zweimal. Im gleichen Jahr startete er auch wieder bei der deutschen Meisterschaft, musste sich aber im Leichtgewicht nach einer Niederlage gegen den dreifachen Europameister Eduard Sperling vom ASV Heros Dortmund mit dem 5. Platz begnügen.
Auch 1932 startete er noch einmal bei der deutschen Meisterschaft und kam im Leichtgewicht hinter Eduard Sperling und vor Fritz Weikart vom AC Hörde 04 und Adolf Krehl vom KSV Untertürkheim auf den 2. Platz.
Ab 1933 war Jenö Nemeth als ungarischer Staatsbürger nach der Machtergreifung durch die Nationalsozialisten in Deutschland nicht mehr startberechtigt. Ab diesem Zeitpunkt verlieren sich seine Spuren. Es ist anzunehmen, dass er nach Budapest zurückkehrte. Auch sein Todestag ist nicht bekannt.

## Internationale Erfolge
| Jahr | Platz | Wettbewerb                     | Gewichtsklasse | Ergebnisse |
| ---- | ----- | ------------------------------ | -------------- | --- |
| 1922 | 02.   | Intern. Turnier in Budapest    | Feder          | hinter Istvan Feher, Ungarn                                                                                                   |
| 1923 | 02.   | Intern. Turnier in Szombathely | Feder          | hinter Istvan Feher und vor E. Bok, beide Ungarn                                                                              |
| 1923 | 04.   | Messe-Championat in Wien       | Feder          | hinter Istvan Feher, Franz Reitmeier, Deutschland und Jozsef Incze, Ungarn                                                    |
| 1924 | 01.   | Intern. Turnier in Berlin      | Feder          | vor Aage Meier, Dänemark und Karl Andersson, Schweden                                                                         |
| 1924 | 18.   | OS in Paris                    | Feder          | nach Niederlagen gegen Fritjof Svensson, Schweden und Osvald Käpp, Estland                                                    |
| 1925 | 01.   | EM in Mailand                  | Feder          | nach Siegen über René Rottenfluc, Frankreich, Gerolamo Quaglia, Italien und Artur Zirkel und Ernst Steinig, beide Deutschland |
| 1926 | 03.   | Intern. Turnier in Budapest    | Leicht         | hinter Fekete, Ungarn und Ludwig Sesta, Österreich                                                                            |
| 1926 | 02.   | Intern. Turnier in Kaschau     | Leicht         | hinter Ludwig Sesta, vor Szabo, Ungarn                                                                                        |

## Nationale Meisterschaften
| Jahr | Platz | Meisterschaft von | Gewichtsklasse | Ergebnisse                                                                                  |
| ---- | ----- | ----------------- | -------------- | ------------------------------------------------------------------------------------------- |
| 1923 | 01.   | Ungarn            | Feder          | vor Jozsef Polgari und G. Skerlecz                                                          |
| 1924 | 02.   | Ungarn            | Feder          | hinter Ödön Radvany, vor Istvan Feher                                                       |
| 1925 | 01.   | Ungarn            | Feder          | vor Istvan Feher und Ladislaus Molnar                                                       |
| 1929 | 02.   | Deutschland       | Leicht         | hinter Alfred Kornmeier, Göppingen, vor Willi Weider, Frankfurt/Main                        |
| 1931 | 05.   | Deutschland       | Leicht         | hinter Eduard Sperling, Dortmund, Adolf Krehl, Untertürkheim und Fritz Schäfer, Zweibrücken |
| 1932 | 02.   | Deutschland       | Leicht         | hinter Eduard Sperling, vor Fritz Weikart, AC Hörde 04 und Adolf Krehl                      |

Erläuterungen
- alle Wettkämpf im griechisch-römischen Stil
- OS=Olympische Spiele, EM=Europameisterschaft
- Federgewicht, Gewichtsklasse bis 1929 bis 62 kg, ab 1930 bis 61 kg, Leichtgewicht ab 1930 bis 66 kg Körpergewicht